# Порт Южный
Порт Южный (Південний) — незамерзающий глубоководный морской торговый порт на Малом Аджалыкском лимане в северо-западной части Чёрного моря, в 30 км на восток от города Одесса. С судоходной трассой моря его соединяет подходной канал, ширина по дну 180 м, длина 3,3 км, глубина основных причалов до 18 м. Он защищён от моря двумя параллельными молами (восточным и западным), которые служат для снижения заносимости канала.
В 2020 году порт достиг своего наивысшего грузооборота — 61,66 млн тонн и стал самым крупным портом Украины. Наряду с Одесским припортовым заводом является градообразующим предприятием города Южное.
Основные направления грузопотоков: Черноморский и Средиземноморский бассейн, США, Латинская Америка, Ближний Восток, Юго-восточная Азия.
Порт находится в государственной собственности и подчинён министерству инфраструктуры Украины.
В мае 2017 года администрация ГП МТП «Южный» и компания China Harbour Engineering Сompany (CHEC) подписали контракт о дноуглублении морского подходного канала и операционной акватории причалов № 5-6 порта «Южный» с 18 м до 21 м. Проект планируется завершить в 2019 году. Это позволит порту принимать крупнотоннажные суда и загружать их до полной осадки. В связи с этим в адрес «Южного» звучали обвинения в нарушении антимонопольного законодательства, поскольку дноуглубление ставит этот порт в более выгодное положение на транспортном рынке, чем другие порты региона.

## Концессия
Весной 2018 года была начата подготовка предварительного технико-экономического обоснования (пре-ТЭО) для передачи ГП "МТП «Южный» в концессию. «Выход государства из стивидорной деятельности является решённым вопросом. Этот процесс должен произойти во всех портах. Реализация концессионного проекта в порту „Южный“ является одним из наиболее перспективных проектов», — заявил глава Администрации морских портов Украины (АМПУ) Райвис Вецкаганс.
В июле 2018 года в СМИ появилась информация, что Министерство инфраструктуры Украины (МИУ) планирует ликвидировать госпредприятие МТП «Южный» после передачи его в концессию. В таком случае весь персонал предприятия подлежит поэтапному сокращению.
Это вызвало протесты трудового коллектива ГП МТП «Южный», который насчитывает более 2700 работников. 4 октября по инициативе профсоюза предприятия в порту состоялась встреча работников «Южного» с представителями АМПУ и МИУ. Сотрудники предприятия высказали обеспокоенность возможной перспективой увольнения. В ответ глава АМПУ Райвис Вецкаганс пообещал сделать процесс работы над проектом концессии максимально прозрачным и привлекать профсоюз предприятия к заседаниям рабочей группы по подготовке ТЭО.

## Номенклатура грузов
Навалочные грузы
Уголь, окатыш, ЖРК, разные виды руд, чугун в чушках, кокс, коксовая мелочь, бокситы, брикеты железняка, ферросплавы, зерно и другие.
Генеральные грузы
Металлопродукция и полуфабрикаты: квадратная заготовка, холоднокатаные и горячекатаные стальные рулоны, катанка, арматура, слябы, сталь, листовая в упаковке и россыпью, прочее.
Химические грузы и удобрения
Карбамид навалом, аммиак, метанол, карбамидо-аммиачная смесь (КАС), азофоска, селитра аммиачная, амофос, рутил, магнезия, сульфат аммония, фосфорит, поташ (карбонат калия) и другие.
Растительные масла
Сырое кокосовое масло, сырое пальмовое масло, рафинированный отбеленный дезодорированый пальмовый олеин, стеарин и прочие фракции.
Нефть и нефтепродукты

## Начальники порта
- 2005—2006 — Владимир Николаевич Березняк
- 2006—2007 — Александр Леонидович Гонза
- 2007 — Владимир Евгеньевич Васильев
- 2007—2010 — Юрий Юрьевич Крук
- 2010 — Вадим Николаевич Пархоменко
- 2010—2016 — Александр Геннадиевич Лагоша

### С 2013 — начальники администрации морского порта
- 2013—2018 — Максим Анатольевич Широков
- 2018—2019 — Виталий Владимирович Липский
- 2019—2020 — Максим Анатольевич Широков
- 2020—н.в. — Александр Григорьевич Басюк